# Modin
För enfternamnet Modin och personer som bär detta namn, se Modin (efternamn).
Se även dvärgen Dvalin i fornnordisk mytologi, vars ridhäst hette Modin.
Modin (plural modiner) är en äldre spansk måttenhet för salt, som skeppades ut från hamnen Torrevieja i provinsen Alicante men också från den närbelägna ögruppen Balearerna. Enheten tycks ha använts hela 1800-talet.

## Storlek
Det är något oklart om det är en volym- eller viktenhet. Olika källor anger att en modin motsvarar 1380 kilogram, 932 liter, mellan 33 och 34 kataloniska quintales, 7,75 tunnor eller 8,5 svenska tunnor. 
Det rör sig om ungefär en kubikmeter eller drygt ett metriskt ton.

## Portugisisk motsvarighet
En portugisisk enhet för salt var Moy, motsvarande 4 3/4 svenska tunnor eller 696 liter.